# Miran Pavlin
Miran Pavlin (8 d'octubre de 1971) és un exfutbolista eslovè de les dècades de 1990 i 2000.
Fou 63 cops internacional amb la selecció eslovena, amb la qual participà en el Mundial de 2002.
Pel que fa a clubs, defensà els colors de Olimpija, SC Freiburg, Olympiakos Nicosia, APOEL, FC Porto i Olimpija Ljubljana.